# Boreczek (województwo podkarpackie)
Boreczek – wieś w Polsce, położona w województwie podkarpackim, w powiecie ropczycko-sędziszowskim, w gminie Sędziszów Małopolski.
| SIMC    | Nazwa    | Rodzaj     |
| ------- | -------- | ---------- |
| 0660498 | Kalwaria | część wsi  |
| 1000730 | Knieja   | przysiółek |
| 0660506 | Łuski    | część wsi  |
| 0660512 | Pasieki  | przysiółek |
| 0660529 | Wisy     | część wsi  |

W latach 1975–1998 miejscowość administracyjnie należała do województwa rzeszowskiego.
Był wsią królewską starostwa niegrodowego ropczyckiego w województwie sandomierskim w 1629 roku.
W Boreczku znajduje się kościół pod wezwaniem Podwyższenia Krzyża Świętego, będący filią parafii Matki Boskiej Częstochowskiej w Sędziszowie Małopolskim, należącej do dekanatu Sędziszów Małopolski, diecezji rzeszowskiej.
W Boreczku urodził się kapitan żeglugi wielkiej Leszek Wiktorowicz, wieloletni komendant „Daru Młodzieży". Od 4 kwietnia 2023 roku szkoła w Boreczku nosi nazwę Szkoła Podstawowa im. Kapitana Żeglugi Wielkiej Leszka Wiktorowicza w Boreczku.